# Sihla
Sihla (deutsch Siegelglashütte, ungarisch Szikla – bis 1888 Szihla) ist eine Gemeinde in der Mitte der Slowakei mit 177 Einwohnern (Stand 31. Dezember 2024), die zum Okres Brezno, einem Kreis des Banskobystrický kraj gehört.

## Geographie

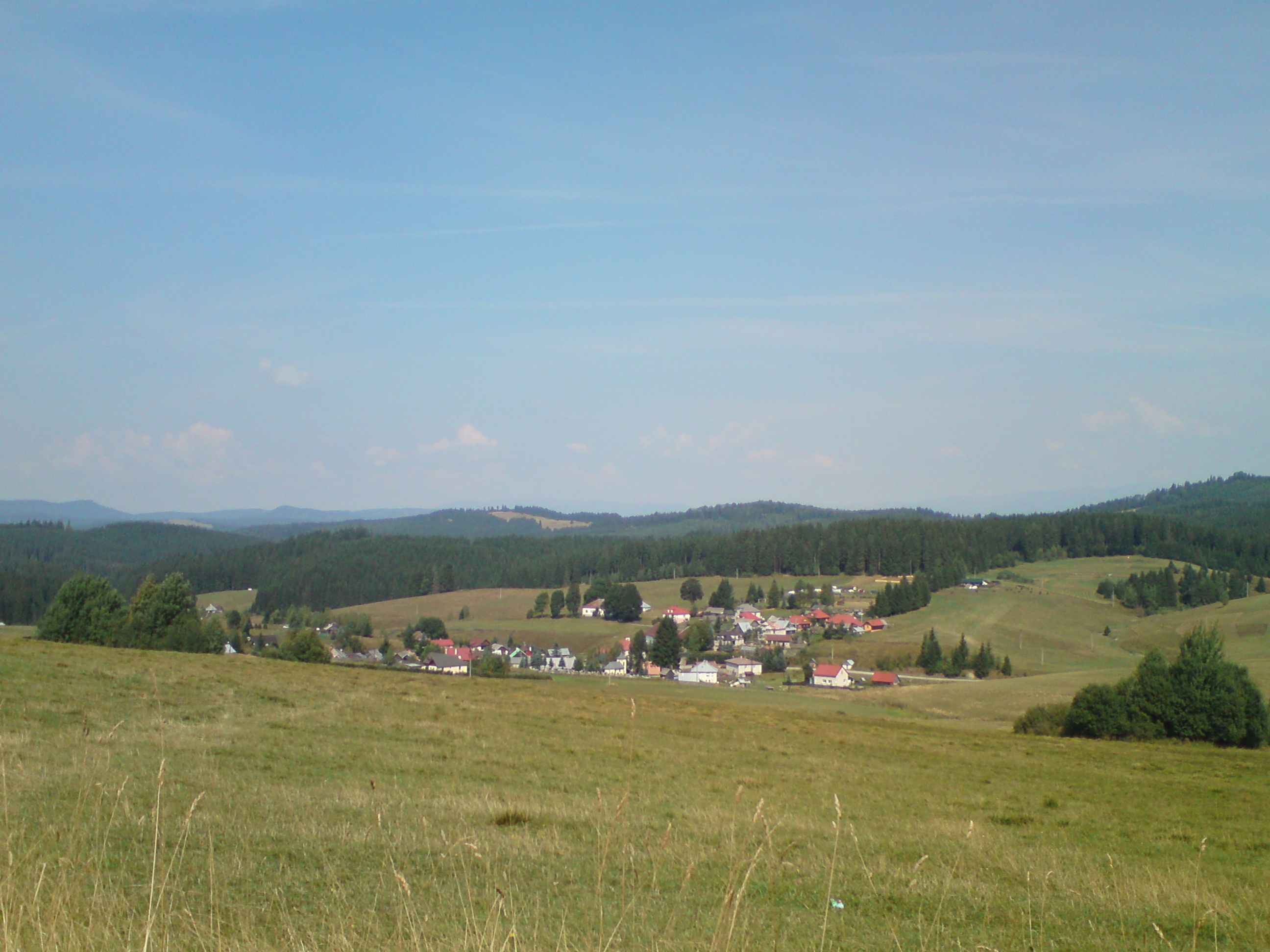
Blick auf den Ort

Die Gemeinde befindet sich auf einem kleinen Plateau im Slowakischen Erzgebirge, genauer in der Untereinheit Veporské vrchy im Quellbereich des Baches Kamenistý potok, der zum Flusssystem Hron (über den Čierny Hron) gehört. Im Gemeindegebiet wachsen bis auf den unmittelbaren Umkreis des Ortes Misch- und Nadelwälder und es ist von braunen Waldböden bedeckt. Das Ortszentrum liegt auf einer Höhe von 890 m n.m. und ist 18 Kilometer von Hriňová sowie 22 Kilometer von Brezno entfernt.
Das Gemeindegebiet von Sihla grenzt an folgende Gemeinden: Čierny Balog im Norden, Drábsko im Osten, Lom nad Rimavicou im Südosten, Hriňová im Süden und Südwesten und Valaská im Westen.

## Geschichte

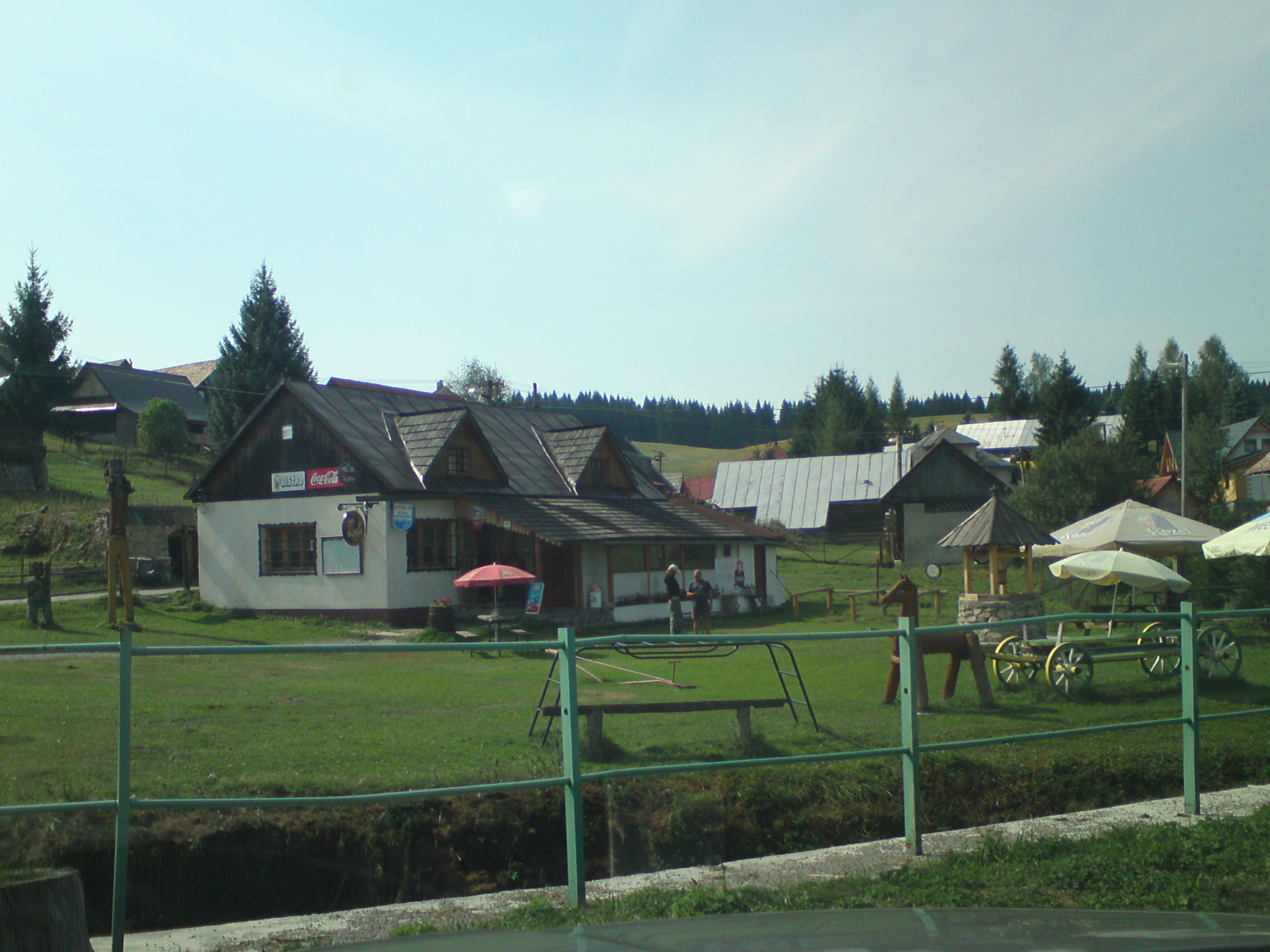
Zentrum des Ortes

Sihla entstand in der ersten Hälfte des 18. Jahrhunderts als Siedlung der Bergkammer, rund um die 1744 gegründete Glashütte, begünstigt durch Quarzvorräte und große Wälder. 1762 wurde eine neue Glashütte gebaut, die von der Kammer auf jeweils zwei Jahre gepachtet wurde (anfangs für 100 fl., später 150 fl. jährlich). Die Produktion ging dabei hauptsächlich an das Ärar (Münzhaus Kremnitz, Labor in Schemnitz und weitere). 1780 wurde der Name Sichla verzeichnet. 1828 zählte man 22 Häuser und 182 Einwohner, die allesamt in Forstwirtschaft und in der Glashütte beschäftigt waren, um die Mitte des 19. Jahrhunderts kam ein Dampf-Sägewerk.
Bis 1918 gehörte der im Komitat Sohl liegende Ort zum Königreich Ungarn und kam danach zur Tschechoslowakei beziehungsweise heute Slowakei. Während des Ersten Weltkriegs wurde die Glashütte eingestellt und seither nie mehr wiederbelebt. 1928 wurde ein Ast der schmalspurigen Schwarzgranbahn in Betrieb genommen, die bis 1971 Bestand hatte.

## Bevölkerung
| Jahr                | 1994 | 2004    | 2014    | 2024    |
| ------------------- | ---- | ------- | ------- | ------- |
| Anzahl der Personen | 199  | 210     | 196     | 177     |
| Unterschied         |      | +5,52 % | −6,66 % | −9,69 % |

| Jahr                | 2023 | 2024    |
| ------------------- | ---- | ------- |
| Anzahl der Personen | 179  | 177     |
| Unterschied         |      | −1,11 % |

Gemäß der Volkszählung 2011 wohnten in Sihla 203 Einwohner, davon 187 Slowaken. 16 Einwohner machten keine Angaben. 172 Einwohner bekannten sich zur römisch-katholischen Kirche und ein Einwohner zur orthodoxen Kirche. Sieben Einwohner waren konfessionslos und bei 23 Einwohnern ist die Konfession nicht ermittelt.
Ergebnisse nach der Volkszählung 2001 (219 Einwohner):
| Nach Ethnie: - 99,09 % Slowaken | Nach Konfession: - 94,06 % römisch-katholisch - 3,20 % konfessionslos - 2,28 % keine Angabe |